# Chrysotachina ruficauda
Chrysotachina ruficauda är en tvåvingeart som först beskrevs av Charles Howard Curran 1927.  Chrysotachina ruficauda ingår i släktet Chrysotachina och familjen parasitflugor.
Artens utbredningsområde är Puerto Rico. Inga underarter finns listade i Catalogue of Life.